# Elliott Carter

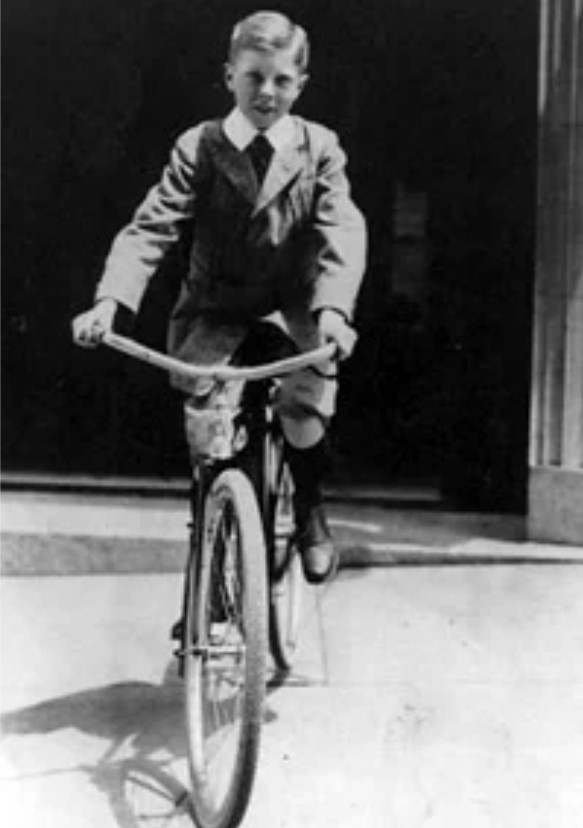
Elliott Carter im Alter von 8 Jahren im Jahr 1917.

Elliott Cook Carter (* 11. Dezember 1908 in New York City; † 5. November 2012 ebenda) war ein US-amerikanischer Komponist.

## Leben
Elliott Carter wurde 1908 als Sohn eines reichen New Yorker Textilhändlers auf der Upper West Side geboren. 1924 hörte er in der Carnegie Hall Igor Strawinskis Le sacre du printemps. Die neuartigen, dissonanten Klänge waren für ihn „das Größte, was ich je gehört hatte“. Ihm wurde klar, dass es mit der von seinen Eltern gewünschten Übernahme des Textilgeschäftes nichts werden würde. An der Highschool, wo er von Charles Ives gefördert wurde, begeisterte er sich für die damalige avantgardistische Musik. Er studierte Englisch und Musik an der Harvard University und an der Longy School of Music, zu seinen Lehrern gehörten Walter Piston und Gustav Holst. Dort sang er auch im Chor der Universität, dem Harvard Glee Club. 1932 schloss er sein Studium in Harvard mit einem Master ab. Ein Studium von 1932 bis 1935 an der École Normale de Musique in Paris bei Nadia Boulanger schloss er als Doktor der Musik ab. Seither lebte er als Komponist und Lehrer in New York und Waccabuc (NY), seit 1945 in Greenwich Village.
Von 1940 bis 1944 unterrichtete Elliott Carter am St. John’s College in Annapolis, Maryland. Während des Zweiten Weltkrieges arbeitete er für das United States Office of War Information. Nach dem Krieg unterrichtete er am Peabody Conservatory (1946–1948), an der Columbia University, dem Queens College, New York (1955–1956) und der Yale University (1960–1962). Seit 1967 war er an der Cornell University tätig und seit 1972 auch an der Juilliard School. Für das Tanglewood Music Center unterrichtete er jährlich Meisterklassen für Komposition.
Carter galt als Nestor amerikanischer moderner Musik. Er gewann 1960 sowie 1973 den Pulitzer-Preis und war Träger zahlreicher weiterer Auszeichnungen. 1963 wurde er in die American Academy of Arts and Sciences gewählt, 1956 wurde er als Mitglied in die American Academy of Arts and Letters aufgenommen und 1985 mit der National Medal of Arts ausgezeichnet. 1993 wurde er zum Ehrenmitglied der International Society for Contemporary Music (ISCM) ernannt.  Am 7. Februar 2009 wurde ihm für sein Lebenswerk als nicht aufführender Musikschaffender ein besonderer Grammy Award, der Trustees Award, verliehen.
Carters erste Kompositionen sind dem „Neoklassizismus“ zuzuordnen. Zunehmend unzufrieden mit seiner eigenen musikalischen Sprache, begab er sich 1950 nach „Sonora Desert“ bei Tucson/Arizona und schrieb dort sein erstes Streichquartett. Dieses 40-minütige Werk stellt einen Wendepunkt in Carters Schaffen dar. Es ist schroffer, dissonanter und komplexer als seine früheren Werke. Den einzelnen Instrumenten werden vorher bestimmte Intervalle, Gesten und rhythmische Proportionen (z. B. Triolen, Quintolen, Septolen) zugeordnet. Am besten ist diese Technik in seinem 3. Streichquartett zu beobachten. Die Spieler sind in zwei Duos unterteilt (Violine I und Cello/Violine II und Viola), die weit voneinander getrennt gleichzeitig unterschiedliche Sätze spielen.
1954 in Haifa, 1960 in Köln, 1963 in Amsterdam und 1976 in Boston wirkte er als Juror bei den Weltmusiktagen der Internationalen Gesellschaft für Neue Musik (ISCM World Music Days). An den ISCM World Music Days wurden auch folgende seiner Werke gespielt: 1955 in Baden-Baden die Sonate für Vc/Kl und 1962 in London das Doppelkonzert für Cembalo und Klavier.
1997 schrieb Carter, bald 90-jährig, seine erste Oper What Next, die in Berlin an der Staatsoper Unter den Linden durch Nicolas Brieger und Daniel Barenboim mit großem Erfolg uraufgeführt wurde. Mit zunehmendem Alter wurde seine Musik leichter (jedoch nicht im spieltechnischen Sinn), durchsichtiger und humoresker.
Die Musiker Pierre Boulez, Heinz Holliger und Daniel Barenboim sind die bekanntesten Förderer seiner Musik. Aaron Copland, Nicolas Nabokov, Leonard Bernstein und Conlon Nancarrow zählten zu seinen Freunden.

## Privates
Carter heiratete am 6. Juli 1939 die Bildhauerin Helen Frost-Jones (* 4. Juli 1907 in Jersey City, New Jersey; 17. Mai 2003 in New York); das Paar bekam einen Sohn, David Chambers Carter (* 1941). 1945 kaufte Carter mit seiner Frau eine Wohnung in Greenwich Village, West 12th Street, im achten Stock, die damals 15.000 US-Dollar kostete. Er lebte dort bis zu seinem Tod.
Um ihn zu unterstützen, gab seine Frau später die Bildhauerei auf. Carter pflegte sie während einer schweren Krankheit bis zu ihrem Tod im Jahre 2003.

## Werke

### Orchesterwerke
- Symphonie Nr. 1 (1942, überarbeitet 1954)
- Holiday-Overture (1944, überarbeitet 1961)
- Variationen für Orchester (1955)
- Doppelkonzert für Cembalo und Klavier mit zwei Kammerorchestern (1961)
- Klavierkonzert (1964)
- Konzert für Orchester (1969)
- A Symphony of Three Orchestras (1976)
- Penthode (1984)
- Oboenkonzert (1987), im Auftrag von Paul Sacher für das Collegium Musicum Zürich
- Three Occasions for Orchestra (1986–89)
  - A Celebration of some 100 × 150 notes (1986)
  - Remembrance (1988)
  - Anniversary (1989)
- Violinkonzert (1990)
- Symphonia: Sum Fluxae Pretiam Spei (1993–96)
  - I. Partita (1993)
  - II. Adagio tenebroso (1994)
  - III. Allegro scorrevole (1996)
- Klarinettenkonzert (1996)
- Cellokonzert (2000)
- Boston Concerto (2002)
- Three Illusions for Orchestra (2002–04)
  - Micomicón (2002)
  - Fons Juventatis (2004)
  - More's Utopia (2004)
- Soundings (2005)
- Hornkonzert (2006)
- Interventions (2007)
- Sound Fields (2007)
- Flötenkonzert (2008)

### Kammermusik
- Cellosonate (1948)
- Woodwind Quintet (1948)
- Eight Etudes and a Fantasy for wind quartet (1949)
- Streichquartett Nr. 1 (1951)
- Streichquartett Nr. 2 (1959)
- Streichquartett Nr. 3 (1971)
- Blechbläserquintett (1974)
- Triple Duo (1983)
- Canon for 4 – Homage to William (1984)
- Esprit Rude/Esprit Doux (1985)
- Streichquartett Nr. 4 (1986)
- Birthday Flourish (1988)
- Enchanted Preludes (1988)
- Con Leggerezza Pensosa – Omaggio a Italo Calvino (1990)
- Quintett für Klavier und Bläser (1991)
- Immer Neu (1992)
- Fragment No.1 (1994)
- Streichquartett Nr. 5 (1995)
- Quintett für Klavier und Streichquartett (1997)
- Luimen (1997)
- Fragment No.2 (1999)
- Asko Concerto (1999–2000)
- Oboenquartett (2001)
- Hiyoku (2001)
- Oboenquartet (2001)
- Au Quai (2002)
- Call (2003)
- Dialogues (2003)
- Mosaic (2004)
- Réflexions (2004)
- Klarinettenquintett (2007)
- Wind Rose (2008)
- Tintinnabulation (2008)
- Tre Duetti für Violine und Violoncello (2008–09)
  - I.Duettone (2009)
  - II. Adagio
  - III. Duettino (2008)
- Concertino for Bass Clarinet and Chamber Orchestra (2009)
- Nine by Five (2009)
- Two Controversies and a Conversation (2011)
- Dialogues II (2010)
- The American Sublime (2011)
- Double Trio (2011)
- String Trio (2011)
- Rigmarole (2011)
- Trije glasbeniki (2011)
- Epigrams (2012)
- Instances (2012)

### Vokalmusik
- Harvest Home (1937)
- In Sleep, in Thunder (1981)
- Of Challenge and of Love (1994)
- Tempo e Tempi (1998–99)
- Of Rewaking (2002)
- In the Distances of Sleep (2006)
- La Musique (2007)

- Mad Regales (2007)
- On Conversing with Paradise (2008)
- Poems of Louis Zukofsky (2008)
- What Are Years (2009)
- A Sunbeam's Architecture (2010)
- Three Explorations (2011)

### Werke für Soloinstrumente

#### Bassklarinette
- Steep Steps (2001)

#### Cello
- Figment (1994)
- Figment II (2001)

#### Englisch Horn
- A 6 Letter Letter (1996)

#### Fagott
- Retracing (2002)

#### Gitarre
- Changes (1983)
- Shard (1997)

#### Harfe
- Bariolage (1992)

#### Horn
- Retracing II (2009)

#### Klarinette
- Gra (1993)

#### Klavier
- Klaviersonate (1945–46, überarbeitet 1982)
- Night Fantasies (1978–80)
- 90+ (1994)
- Two Diversions (1999)
- Retrouvailles (2000)
- Fratribute (2008)
- Matribute (2007)
- Carter, Elliott: Two Thoughts About the Piano (2007)
  - I. Intermittences (2005)
  - II. Caténaires (2006)
- Tri-Tribute (2007–08)
  - Sistritbute (2008)

#### Kontrabass
- Figment III (2007)

#### Marimba
- Figment V (2009)

#### Oboe
- Inner Song (1992)
- HBHH (2007)

### Pauken
- Eight Pieces for Four Timpani (1949, 1966)

#### Posaune
- Gra (1993)
- Retracing V (2011)

#### Trompete
- Retracing III (2009)

#### Tuba
- Retracing IV (2011)

#### Querflöte
- Scrivo in Vento (1991)

#### Viola
- Figment IV (2007)

#### Violine
- 4 Lauds (1984–2001)
  - I. Statement (1999)
  - II. Riconoscenza (1984)
  - III: Rhapsodic Musings (2001)
  - IV. Fantasy (1999)
- Mnemosyné (2011)

### Bühnenwerke
- Pocahontas, Ballett (1938–39)
- The Minotaur, Ballett (1947)
- What Next, Oper (1997)

## Schriften
- Collected Essays and Lectures, 1937–1995, University of Rochester Press, 1996